# هيلين غاردنر (مؤرخة)
هيلين غاردنر (بالإنجليزية: Helen Gardner)‏ هي مؤرخة الفن ومؤرخة ومترجمة أمريكية، ولدت في 1878 في مانشستر في الولايات المتحدة، وتوفيت في 1946 في شيكاغو في الولايات المتحدة.

## وصلات خارجية
- هيلين غاردنر على موقع الموسوعة البريطانية (الإنجليزية)